# Марк Куверманс
Марк Куверманс (нід. Mark Koevermans; нар. 3 лютого 1968) — колишній нідерландський тенісист.
Найвищу одиночну позицію світового рейтингу — 37 місце досяг 27 травня 1991, парну — 24 місце — 21 червня 1993 року.
Здобув 1 одиночний та 4 парні титули.
Найвищим досягненням на турнірах Великого шолома був півфінал в парному розряді.
Завершив кар'єру 1994 року.

## Фінали за кар'єру

### Парний розряд: 16 (4–12)
| Легенда (парний розряд)       |
| Турніри Великого шолома (0)   |
| Tennis Masters Cup (0)        |
| Серія Мастерс ATP (1)         |
| Серія ATP Інтернешнл Ґолд (0) |
| Серія ATP Інтернешнл (3)      |

| Результат | W/L | Дата | Турнір                | Покриття | Партнер           | Суперники                           | Рахунок       |
| --------- | --- | ---- | --------------------- | -------- | ----------------- | ----------------------------------- | ------------- |
| Поразка   | 1.  | 1990 | Касабланка, Марокко   | Ґрунт    | Паул Гаргейс      | Тодд Вудбрідж Саймон Юл             | 3–6, 1–6      |
| Поразка   | 2.  | 1990 | Гілверсум, Нідерланди | Ґрунт    | Паул Гаргейс      | Серхіо Касаль Еміліо Санчес Вікаріо | 5–7, 5–7      |
| Поразка   | 3.  | 1990 | Сан-Паулу             | Килим    | Луїс Маттар       | Шелбі Кеннон Альфонсо Мора          | 7–6, 3–6, 6–7 |
| Поразка   | 4.  | 1991 | Аделаїда, Австралія   | Тверде   | Паул Гаргейс      | Вейн Феррейра Стефан Крюґер         | 4–6, 6–4, 4–6 |
| Перемога  | 1.  | 1991 | Estoril Open          | Ґрунт    | Паул Гаргейс      | Том Нейссен Цирил Сук               | 6–3, 6–3      |
| Поразка   | 5.  | 1991 | Мастерс Монте-Карло   | Ґрунт    | Паул Гаргейс      | Люк Єнсен Лорі Вордер               | 7–5, 6–7, 4–6 |
| Перемога  | 2.  | 1991 | Афіни, Греція         | Ґрунт    | Якко Елтінг       | Менно Остінг Оллі Ранасто           | 5–7, 7–6, 7–5 |
| Поразка   | 6.  | 1992 | Роттердам, Нідерланди | Килим    | Паул Гаргейс      | Марк-Кевін Гелльнер Давід Пріносіл  | 2–6, 7–6, 6–7 |
| Поразка   | 7.  | 1992 | Генуя, Італія         | Ґрунт    | Паул Гаргейс      | Шелбі Кеннон Грег Ван Ембург        | 1–6, 1–6      |
| Перемога  | 3.  | 1992 | Гілверсум, Нідерланди | Ґрунт    | Паул Гаргейс      | Мортен Ренстрем Мікаель Тільстрем   | 6–7, 6–1, 6–4 |
| Поразка   | 8.  | 1992 | Афіни, Греція         | Ґрунт    | Марсело Філіппіні | Томас Карбонелл Франсіско Ройг      | 3–6, 4–6      |
| Поразка   | 9.  | 1992 | Тель-Авів, Ізраїль    | Тверде   | Тобіас Свантессон | Майк Бауер Жоао Кунья е Сілва       | 3–6, 4–6      |
| Поразка   | 10. | 1993 | Мастерс Монте-Карло   | Ґрунт    | Паул Гаргейс      | Стефан Едберг Петр Корда            | 6–3, 2–6, 6–7 |
| Перемога  | 4.  | 1993 | Гамбург, Німеччина    | Ґрунт    | Паул Гаргейс      | Грант Коннелл Патрік Гелбрайт       | 6–4, 6–7, 7–6 |
| Поразка   | 11. | 1993 | Флоренція, Італія     | Ґрунт    | Грег Ван Ембург   | Томас Карбонелл Лібор Пімек         | 6–7, 6–2, 1–6 |
| Поразка   | 12. | 1993 | Генуя, Італія         | Ґрунт    | Грег Ван Ембург   | Серхіо Касаль Еміліо Санчес Вікаріо | 3–6, 6–7      |

### Одиночний розряд (1 перемога)
| Результат | W/L | Дата     | Турнір        | Покриття | Суперник     | Рахунок       |
| --------- | --- | -------- | ------------- | -------- | ------------ | ------------- |
| Перемога  | 1–0 | Жов 1990 | Афіни, Греція | Ґрунт    | Франко Давін | 5–7, 6–4, 6–1 |